# Bệnh thận đái tháo đường
Bệnh thận đái tháo đường (DN) hay bệnh thận tiểu đường, là việc mất chức năng thận mãn tính xảy ra ở những người bị tiểu đường. Mất protein trong nước tiểu do tổn thương cầu thận có thể trở nên lớn và gây ra albumin huyết thanh thấp dẫn đến sưng toàn thân (phù) và dẫn đến hội chứng thận hư. Tương tự, mức lọc cầu thận ước tính (eGFR) có thể giảm dần từ mức bình thường trên 90 ml / phút / 1,73m 2 xuống dưới 15, tại thời điểm đó, bệnh nhân được cho là mắc bệnh thận giai đoạn cuối (ESKD). Nó thường chậm tiến triển qua nhiều năm.
Bất thường sinh lý bệnh ở bệnh thận tiểu đường bắt đầu với mức đường huyết được kiểm soát kém trong thời gian dài. Tiếp theo là nhiều thay đổi trong các đơn vị lọc của thận, nephron. (Bình thường có khoảng 750.000-1,5 triệu nephron trong mỗi quả thận trưởng thành). Ban đầu, có sự co thắt của các tiểu động mạch và sự giãn nở của các tiểu động mạch hướng tâm, dẫn đến tăng huyết áp mao mạch cầu thận và tăng huyết áp; điều này dần dần thay đổi để giảm âm theo thời gian. Đồng thời, có những thay đổi trong chính cầu thận: bao gồm sự dày lên của màng đáy, mở rộng màng khe của các tế bào nang, tăng số lượng tế bào trung mô và tăng ma trận trung mô. Ma trận này xâm lấn các mao mạch cầu thận và tạo ra các cặn gọi là nốt Kimmelstiel-Wilson. Các tế bào trung mô và ma trận có thể dần dần mở rộng và tiêu thụ toàn bộ cầu thận, tắt quá trình lọc.
Tình trạng của bệnh thận tiểu đường có thể được theo dõi bằng cách đo hai giá trị: lượng protein trong nước tiểu - protein niệu; và xét nghiệm máu gọi là creatinine huyết thanh. Lượng protein niệu phản ánh mức độ thiệt hại đối với bất kỳ cầu thận nào vẫn còn hoạt động. Giá trị của creatinine huyết thanh có thể được sử dụng để tính toán mức lọc cầu thận ước tính (eGFR), phản ánh tỷ lệ phần trăm của cầu thận không còn lọc máu.     Điều trị bằng thuốc ức chế men chuyển angiotensin (ACEI) hoặc thuốc ức chế thụ thể angiotensin (ARB), làm giãn động mạch ra khỏi cầu thận, do đó làm giảm huyết áp trong mao mạch cầu thận, có thể làm chậm (nhưng không dừng) bệnh tật. Ba nhóm thuốc trị tiểu đường - thuốc chủ vận GLP-1, thuốc ức chế DPP-4 và thuốc ức chế SGLT2 - cũng được cho là làm chậm quá trình tiến triển của bệnh thận tiểu đường.
Bệnh thận đái tháo đường là nguyên nhân phổ biến nhất của ESKD và là một biến chứng nghiêm trọng ảnh hưởng đến khoảng một phần tư số người trưởng thành mắc bệnh tiểu đường ở Hoa Kỳ. Những người bị ảnh hưởng với bệnh thận giai đoạn cuối thường phải chạy thận nhân tạo và cuối cùng là ghép thận để thay thế chức năng thận thất bại. Bệnh thận tiểu đường có liên quan đến việc tăng nguy cơ tử vong nói chung, đặc biệt là với nguyên nhân bệnh tim mạch.